# Kanada i olympiska sommarspelen 1988
Kanada deltog i de olympiska sommarspelen 1988 med en trupp bestående av 328 deltagare, och totalt tog landet tio medaljer.

## Basket
Herrar
Gruppspel
| Nr | Lag       | S | V | O | F | GM  | IM  | MS   | P  |
| -- | --------- | - | - | - | - | --- | --- | ---- | -- |
| 1  | USA       | 5 | 5 | 0 | 0 | 485 | 302 | +183 | 10 |
| 2  | Spanien   | 5 | 4 | 0 | 1 | 484 | 435 | +49  | 9  |
| 3  | Brasilien | 5 | 3 | 0 | 2 | 590 | 522 | +68  | 8  |
| 4  | Kanada    | 5 | 2 | 0 | 3 | 479 | 455 | +24  | 7  |
| 5  | Kina      | 5 | 1 | 0 | 4 | 433 | 527 | −94  | 6  |
| 6  | Egypten   | 5 | 0 | 0 | 5 | 338 | 568 | −230 | 5  |

Slutspel
|  | Kvartsfinaler (26 september) | Kvartsfinaler (26 september) | Kvartsfinaler (26 september) |               |               | Semifinaler (28 september) | Semifinaler (28 september) | Semifinaler (28 september) |                           |                           | Final (30 september)      | Final (30 september)      | Final (30 september) |
|  |                              |                              |                              |               |               |                            |                            |                            |                           |                           |                           |                           |                      |
|  | A1                           | Jugoslavien                  | 95                           |               |               |                            |                            |                            |                           |                           |                           |                           |                      |
|  | B4                           | Kanada                       | 73                           |               |               |                            |                            |                            |                           |                           |                           |                           |                      |
|  | B4                           | Kanada                       | 73                           |               | A1            | Jugoslavien                | 91                         |                            |                           |                           |                           |                           |                      |
|  |                              |                              |                              |               | A1            | Jugoslavien                | 91                         |                            |                           |                           |                           |                           |                      |
|  |                              | A3                           | Australien                   | 70            |               |                            |                            |                            |                           |                           |                           |                           |                      |
|  | B2                           | A3                           | Australien                   | 70            | Spanien       | 74                         |                            |                            |                           |                           |                           |                           |                      |
|  | B2                           |                              |                              |               | Spanien       | 74                         |                            |                            |                           |                           |                           |                           |                      |
|  | A3                           | Australien                   | 77                           |               |               |                            |                            |                            |                           |                           |                           |                           |                      |
|  |                              |                              |                              |               |               |                            |                            |                            |                           |                           | A1                        | Jugoslavien               | 63                   |
|  |                              |                              | A2                           | Sovjetunionen | 76            |                            |                            |                            |                           |                           |                           |                           |                      |
|  | B1                           | USA                          | 94                           |               |               |                            |                            |                            |                           |                           |                           |                           |                      |
|  | A4                           | Puerto Rico                  | 57                           |               |               |                            |                            |                            |                           |                           |                           |                           |                      |
|  | A4                           | Puerto Rico                  | 57                           |               | B1            | USA                        | 76                         |                            | Bronsmatch (29 september) | Bronsmatch (29 september) | Bronsmatch (29 september) | Bronsmatch (29 september) |                      |
|  |                              |                              |                              |               | B1            | USA                        | 76                         |                            | Bronsmatch (29 september) | Bronsmatch (29 september) | Bronsmatch (29 september) | Bronsmatch (29 september) |                      |
|  |                              | A2                           | Sovjetunionen                | 82            |               |                            |                            |                            |                           |                           |                           |                           |                      |
|  | A2                           | A2                           | Sovjetunionen                | 82            | Sovjetunionen | 110                        |                            | A3                         | Australien                | 49                        |                           |                           |                      |
|  | A2                           |                              |                              |               | Sovjetunionen | 110                        |                            | A3                         | Australien                | 49                        |                           |                           |                      |
|  | B3                           | Brasilien                    | 105                          |               |               |                            |                            |                            |                           |                           | B1                        | USA                       | 78                   |

## Boxning
Lätt flugvikt
- Scott Olsen
  - Första omgången — Bye
  - Andra omgången — Besegrade Washington Banian (Papua New Guinea), KO-1
  - Tredje omgången — Besegrade Wayne McCullough (Ireland), 5:0
  - Kvartsfinal — Förlorade mot Michael Carbajal (United States), 0:5

Fjädervikt
- Jamie Pagendam
  - Första omgången — Besegrade Cerendorjin Amarjargal (MGL), RSC-2
  - Andra omgången — Förlorade mot Kirkor Kirkorov (BUL), walk-over

Lättvikt
- Asif Dar
  - Första omgången — Bye
  - Andra omgången — Förlorade mot Phat Hongram (THA), RSC-2

Lätt weltervikt
- Howard Grant
  - Första omgången — Bye
  - Andra omgången — Besegrade Andreas Otto (GDR), RSC-1
  - Tredje omgången — Förlorade mot Lars Myrberg (SWE), 1:4

Weltervikt
- Manny Sobral
  - Första omgången — Förlorade mot Joni Nyman (FIN), 1:4

Lätt mellanvikt
- Raymond Downey →  Brons
  - Första omgången — Besegrade Jorge López (ARG), 5:0
  - Andra omgången — Besegrade Norbert Nieroba (FRG), 3:2
  - Tredje omgången — Besegrade Abrar Hussain Syed (PAK), 5:0
  - Kvartsfinal — Besegrade Martin Kitel (SWE), 5:0
  - Semifinal — Förlorade mot Park Si-Hun (KOR), 0:5

Mellanvikt
- Egerton Marcus →  Silver
  - Första omgången — Besegrade Emmanuel Legaspi (PHI), KO-1
  - Andra omgången — Besegrade Darko Dukić (YUG), KO-2
  - Kvartsfinal — Besegrade Sven Ottke (FRG), 5:0
  - Semifinal — Besegrade Hussain Shah Syed (PAK), 4:1
  - Final — Förlorade mot Henry Maske (GDR), 0:5

Lätt tungvikt
- Brent Kosolofski
  - Första omgången — Besegrade Ahmed el-Masri (LEB), RSC-3
  - Andra omgången — Förlorade mot Andrea Magi (ITA), 1:4

Tungvikt
- Tom Glesby
  - Första omgången — Bye
  - Andra omgången — Förlorade mot Gyula Alvics (HUN), RSC-2

Supertungvikt
- Lennox Lewis →  Guld
  - Första omgången — Bye
  - Andra omgången — Besegrade Chris Odera (KEN), RSC-2
  - Kvartsfinal — Besegrade Ulli Kaden (GDR), RSC-1
  - Semifinal — Besegrade Janusz Zarenkiewicz (POL), walk-over
  - Final — Besegrade Riddick Bowe (USA), RSC-2

## Bågskytte
Damernas individuella
- Brenda Cuming – Inledande omgång (→ 34:e plats)

Herrarnas individuella
- John McDonald – Sextondelsfinal (→ 24:e plats)
- Daniel Desnoyers – Inledande omgång (→ 51:a plats)
- Denis Canuel – Inledande omgång (→ 58:e plats)

Herrarnas lagtävling
- McDonald, Desnoyers och Canuel – Inledande omgång (→ 16:e plats)

## Cykling
Landsväg
Herrarnas linjelopp
- Gervais Rioux
- Yvan Waddell

Herrarnas lagtempolopp
- Chris Koberstein, David Spears, Yvan Waddell och Brian Walton

Damernas linjelopp
- Genevieve Brunet — 2:00:52 (→ 4:e plats)
- Kelly-Ann Way — 2:00:52 (→ 38:e plats)
- Sara Neil — 2:00:52 (→ 39:e plats)

Bana
Herrarnas sprint
- Curtis Harnett

Herrarnas tempolopp
- Curtis Harnett

Herrarnas förföljelse
- Michaël Belcourt

Herrarnas poänglopp
- Gianni Vignaduzzi

Damernas sprint
- Beth Tabor

## Friidrott
Herrarnas 10 000 meter
- Paul McCloy
  1. Heat – 29:34,07 (→ gick inte vidare)

Herrarnas 4 x 100 meter stafett
- Cyprian Enweani, Atlee Mahorn, Brian Morrison, Desai Williams
  - 38,93 (→ 7:e plats)

Herrarnas 4 x 400 meter stafett
- Carl Folkes, John Graham, Paul Osland, Anton Skerritt
  - 3:09,48 (→ 15:e plats)

Herrarnas 110 meter häck
- Mark McKoy – 13,61 (→ 7:e plats)
- Stephen Kerho – retired

Herrarnas 400 meter häck
- John Graham – 51,33 (→ 15:e plats)

Herrarnas 3 000 meter hinder
- Graeme Fell
  1. Heat — 8:51,25
  2. Semifinal — 8:19,99
  3. Final — 8:21,73 (→ 11:e plats)

Herrarnas 20 kilometer gång
- Guillaume LeBlanc – 1:21:29 (→ 10:e plats)

Herrarnas 50 kilometer gång
- François Lapointe – 3:48:15 (→ 14:e plats)

Herrarnas spjutkastning
- Mike Mahovlich
  - Kval — 69,44m (→ gick inte vidare)

- Stephen Feraday
  - Kval — 73,32m (→ gick inte vidare)

Herrarnas stavhopp
- Paul Just
  - Kval — 5,30m (→ gick inte vidare, 17:e plats)

Herrarnas diskuskastning
- Ray Lazdins
  - Kval – 57,94m (→ gick inte vidare)

Herrarnas höjdhopp
- Milton Ottey – 2,22 m (→ 17:e plats)

Herrarnas längdhopp
- Bruny Surin – 7,73 m (→ 15:e plats)
- Glenroy Gilbert – 7,61 m (→ 22:e plats)
- Ian James – 7,52 m (→ 25:e plats)

Herrarnas tresteg
- Edrick Floreal – 16,11 m (→ 18:e plats)
- George Wright – 16,09 m (→ 19:e plats)

Herrarnas maraton
- Art Boileau – 2:18:20 (→ 28:e plats)
- Peter Maher – 2:24:49 (→ 46:e plats)
- David Edge – 2:32:19 (→ 67:e plats)

Herrarnas tiokamp
- Dave Steen — 8328 poäng (→  Brons)
  1. 100 meter — 11,18s
  2. Längd — 7,44m
  3. Kula — 14,20m
  4. Höjd — 1,97m
  5. 400 meter — 48,29s
  6. 110m häck — 14,81s
  7. Diskus — 43,66m
  8. Stav — 5,20m
  9. Spjut — 64,16m
  10. 1 500 meter — 4:23,20s

- Michael Smith — 8083 poäng (→ 14:e plats)
  1. 100 meter — 10,99s
  2. Längd — 7,37m
  3. Kula — 13,61m
  4. Höjd — 1,97m
  5. 400 meter — 47,83s
  6. 110m häck — 14,70s
  7. Diskus — 43,88m
  8. Stav — 4,30m
  9. Spjut — 66,54m
  10. 1 500 meter — 4:28,97s

Damernas 4 x 400 meter stafett
- Charmaine Crooks, Esmie Lawrence, Marita Payne och Jillian Richardson
  - Heat — 3:27,63
- Charmaine Crooks, Molly Killingbeck, Marita Payne och Jillian Richardson
  - Final — fullföljde inte (→ ingen placering)

Damernas maraton
- Odette Lapierre – 2:30:56 (→ 11:e plats)
- Lizanne Bussieres – 2:35:03 (→ 26:e plats)
- Ellen Rochefort – 2:36:44 (→ 31st place)

Damernas spjutkastning
- Céline Chartrand
  - Kval – 54,10m (→ gick inte vidare)

Damernas 800 meter
- Renee Belanger – (→ 24:e plats)

## Fäktning
Herrarnas florett
- Luc Rocheleau
- Benoît Giasson
- Stephen Angers

Herrarnas florett, lag
- Stephen Angers, Benoît Giasson, Danek Nowosielski, Luc Rocheleau

Herrarnas värja
- Michel Dessureault
- Alain Côté
- Jean-Marc Chouinard

Herrarnas värja, lag
- Ian Bramall, Jean-Marc Chouinard, Alain Côté, Michel Dessureault, Danek Nowosielski

Herrarnas sabel
- Jean-Paul Banos
- Jean-Marie Banos
- Wulfe Balk

Herrarnas sabel, lag
- Wulfe Balk, Jean-Marie Banos, Jean-Paul Banos, Bruno Deschênes, Tony Plourde

Damernas florett
- Madeleine Philion
- Jacynthe Poirier
- Thalie Tremblay

Damernas florett, lag
- Marie-Huguette Cormier, Madeleine Philion, Jacynthe Poirier, Shelley Steiner-Wetterberg, Thalie Tremblay

## Judo
Herrarnas extra lättvikt
- Phil Takahashi

Herrarnas halv lättvikt
- Craig Weldon

Herrarnas lättvikt
- Glenn Beauchamp

Herrarnas halv mellanvikt
- Kevin Doherty

Herrarnas mellanvikt
- Louis Jani

Herrarnas halv tungvikt
- Joseph Meli

## Landhockey
Herrar
Gruppspel
| Lag            | Spelade | W | D | L | GF | GA | Poäng |
| -------------- | ------- | - | - | - | -- | -- | ----- |
| Västtyskland   | 5       | 4 | 1 | 0 | 13 | 3  | 9     |
| Storbritannien | 5       | 3 | 1 | 1 | 12 | 5  | 7     |
| Indien         | 5       | 2 | 1 | 2 | 9  | 7  | 5     |
| Sovjetunionen  | 5       | 2 | 1 | 2 | 5  | 10 | 5     |
| Sydkorea       | 5       | 0 | 2 | 3 | 5  | 10 | 2     |
| Kanada         | 5       | 0 | 2 | 3 | 3  | 12 | 2     |

Damer
Gruppspel
| Lag          | Spelade | W | D | L | GF | GA | Poäng |
| ------------ | ------- | - | - | - | -- | -- | ----- |
| Sydkorea     | 3       | 2 | 1 | 0 | 12 | 7  | 5     |
| Australien   | 3       | 1 | 2 | 0 | 7  | 6  | 4     |
| Västtyskland | 3       | 1 | 0 | 2 | 3  | 6  | 2     |
| Kanada       | 3       | 0 | 1 | 2 | 3  | 6  | 1     |

## Modern femkamp
Individuella tävlingen
- Lawrence Keyte – 4847 poäng, 33:e plats
- Nicholas Fekete – 4785 poäng, 40:e plats
- Barry Kennedy – 4677 poäng, 45:e plats

Lagtävlingen
- Keyte, Fekete och Kennedy – 14309 poäng, 11:e plats

## Tennis
Herrsingel
- Grant Connell
  1. Första omgången — Besegrade John Fitzgerald (Australien) 6-4 4-6 6-2 6-2
  2. Andra omgången — Förlorade mot Javier Sánchez (Spanien) 4-6, 4-6, 2-6
- Martin Laurendeau
  1. Första omgången — Förlorade mot Anders Järryd (Sverige) 6-7, 6-4, 5-7, 5-7
- Chris Pridham
  1. Första omgången — Förlorade mot Martín Jaite (Argentina) 1-6, 3-6, 2-6

Damsingel
- Jill Hetherington
  1. Första omgången — Besegrade Ilana Berger (Israel) 6-1, 6-4
  2. Andra omgången — Förlorade mot Pam Shriver (USA) 2-6, 3-6
- Helen Kelesi
  1. Första omgången – Förlorade mot Gisele Miró (Brasilien) 5-7, 5-7
- Carling Bassett-Seguso
  1. Första omgången — Förlorade mot Nathalie Tauziat (Frankrike) 6-7, 1-6